# Medinilla pinnatinervia
Medinilla pinnatinervia är en tvåhjärtbladig växtart som beskrevs av Elmer Drew Merrill. Medinilla pinnatinervia ingår i släktet Medinilla och familjen Melastomataceae. Inga underarter finns listade i Catalogue of Life.